# Cuarta República filipina
La Cuarta República filipina, conocida también como Administración de Ferdinand Marcos se refiere al período de la historia de Filipinas comprendido específicamente entre el Autogolpe de Estado perpetuado por el Presidente Ferdinand Marcos el 23 de septiembre de 1972, al declarar la Ley marcial, y la revolución popular del 25 de febrero de 1986, conocida como Revolución EDSA, que derrocó a Marcos y llevó a Corazón Aquino a la presidencia. La dictadura de Marcos es también llamada La Nueva Sociedad (en inglés: The New Society; en filipino: Bagong Lipunan) por los adeptos al régimen.
Este período también suele considerarse que comenzó, sin embargo, con la llegada de Marcos a la presidencia de la República tras ser elegido democráticamente el 30 de diciembre de 1965, siendo posteriormente reelegido del mismo modo en 1969, aunque esto ignora el hecho de que la constitución filipina de 1935 permaneció en vigor y que las garantías constitucionales permanecían intactas, por lo que se consideran las dos presidencias constitucionales de Marcos como parte del período de la Tercera República filipina. Después del derrocamiento de Marcos, en 1986, la constitución impuesta durante su régimen también permaneció en vigor por un año hasta la promulgación de una nueva en febrero de 1987. Políticamente, el gobierno de Marcos consistió en una dictadura autocrática, personalista, militarista y nepotista, durante la cual se cometieron numerosas violaciones a los derechos humanos, existiendo para la década de 2010 más de 75.000 denuncias por abusos y daños cometidos por el régimen. La idea de que se debe permitir al mercado tomar decisiones sociales y políticas importantes; La idea de que el Estado debería reducir voluntariamente su papel en la economía, o que las corporaciones deberían gozar de total libertad, que los sindicatos deberían ser frenados, los gerentes de las recién privatizadas empresas, a menudo los mismos individuos encargados de la privatización se convertían en los dueños.
Otra característica de la dictadura de Marcos fue la gigantesca corrupción gubernamental, llegando a acusarse al presidente y a su mujer, la primera dama Imelda Marcos, junto con sus allegados, de haber substraído una cifra cercana a los 35.000 millones de dólares de los recursos públicos del país, la participación política de Imelda Marcos y su influencia creciente en el gobierno de su marido, hace que a menudo se denomine al gobierno de Marcos como "dictadura conyugal".
La decadencia de la dictadura comenzó el 21 de agosto de 1983 con el asesinato de Ninoy Aquino, líder opositor político sumamente popular, cuya muerte en el Aeropuerto Internacional de Manila (actualmente nombrado Aeropuerto Internacional Ninoy Aquino en su memoria) cuando regresaba a Filipinas después de estar exiliado en los Estados Unidos, desató protestas contra el gobierno. Ante la situación, Marcos convocó a elecciones presidenciales adelantadas, en un intento de devolver legitimidad a su gobierno. Corazón Aquino, la viuda de Ninoy, fue su principal contrincante. Marcos ganó oficialmente con un 53% de los votos. Los resultados, considerados ampliamente como fraudulentos, después de que una comisión independiente constatara la posible victoria de Aquino, desataron una revuelta popular conocida como Revolución EDSA (debido a las manifestaciones en la Avenida Epifanio de los Santos o Avenida EDSA) que forzaron la dimisión de Marcos y la huida de este y su familia del país el 25 de febrero de 1986. Ese mismo día, Corazón Aquino fue juramentada como Presidenta de Filipinas, y se inició la transición hacia la democracia o Quinta República filipina.

## Antecedentes: Presidencia Constitucional de Marcos

### Primer mandato: 1965-1969

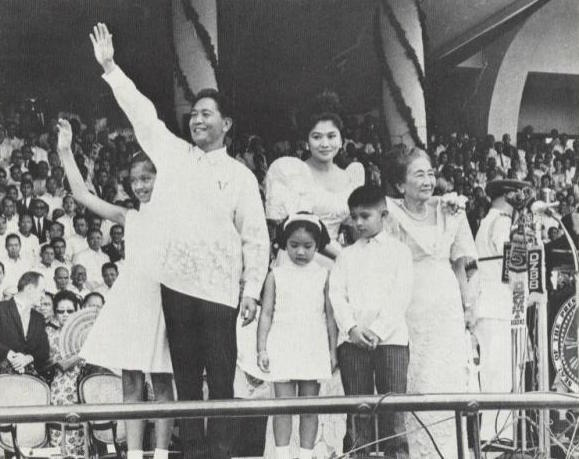
Marcos siendo juramentado para su primer mandato presidencial, 30 de diciembre de 1965.

En las elecciones presidenciales de Filipinas de 1965, Ferdinand Marcos, candidato del Partido Nacionalista, que ya había ocupado diversos cargos como diputado y senador, realizó una campaña populista presentándose a sí mismo como un héroe de la Segunda Guerra Mundial. Ya en 1962, Marcos había presumido de ser el héroe de guerra más condecorado de la historia de Filipinas, al obtener casi todas las medallas y condecoraciones que el gobierno filipino y el estadounidense podrían otorgar a un soldado. Entre las veintisiete condecoraciones que reclamó haber recibido se encuentran la Cruz de Servicios Distinguidos y la Medalla de Honor. De acuerdo con el Partido Liberal, opositor a Marcos, las medallas fueron adquiridas para la campaña senatorial de Marcos, no para su campaña presidencial., Sin embargo, gracias al descontento generalizado al gobierno de Diosdado Macapagal, que buscaba la reelección, Marcos triunfó cómodamente con un 52% de los votos, convirtiéndose en el primer presidente filipino nacido después de la colonización española, y siendo juramentado el 30 de diciembre de 1965.
Al asumir la presidencia, para sorpresa de muchos, Marcos anunció que su país participaría, de manera limitada, en la guerra de Vietnam. Esto fue una sorpresa debido a que precisamente Marcos se había opuesto al envío de tropas a Vietnam del Sur cuando el presidente anterior, Macapagal, presentó tal propuesta, alegando motivos legales y morales. A pesar de la oposición contra el nuevo plan, el gobierno de Marcos obtuvo la aprobación del Congreso y tropas filipinas se enviaron a Vietnam desde mediados de 1966 como el Grupo de Acción Cívica Filipinas (PHILCAG). PHILCAG alcanzó una fuerza de unos 1.600 soldados en 1968 y entre 1966 y 1970. Más de 10.000 soldados filipinos sirvieron en Vietnam del Sur.
En 1969, realizando una campaña similar, que sentaría un precedente para el posterior culto a la personalidad en torno a su persona, Marcos se presentó para la reelección, obteniendo un abrumador triunfo con el 61% de los votos. Fue el segundo presidente de Filipinas en obtener un segundo triunfo electoral para un mandato completo, y el último que lo haría, puesto que después de su dictadura se retiraría la reelección presidencial y el mandato constitucional se limitaría a un solo período de seis años.

### Segundo mandato: 1969-1972

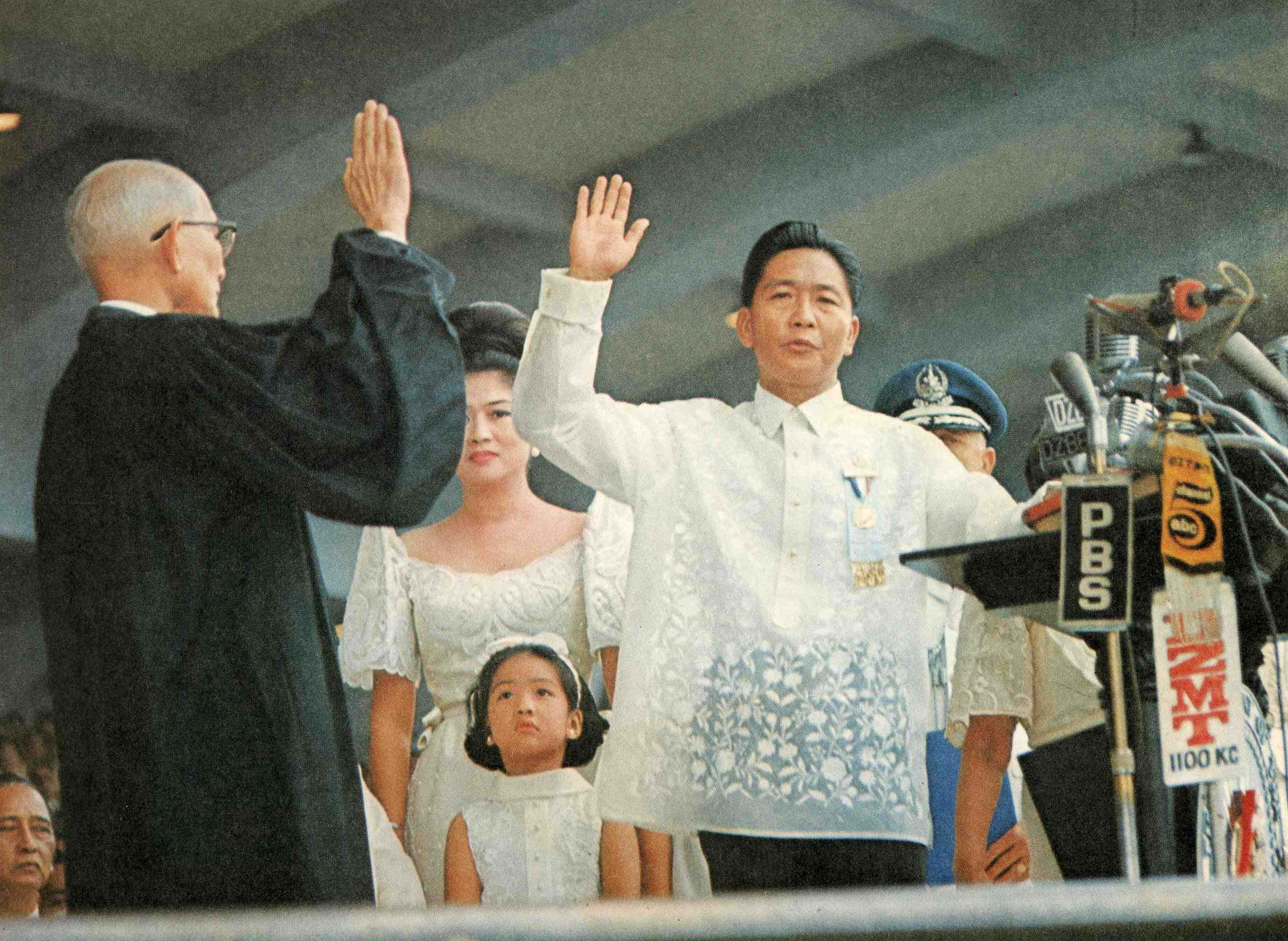
Marcos es juramentado para su segundo mandato, 30 de diciembre de 1969.

Alrededor de 1970, el activismo estudiantil estaba en su apogeo y muchos activistas jóvenes se unieron a las filas de los comunistas. Kabataang Makabayan (Juventud Patriótica, o 'KM') fue una organización política fundada por José María Sison que pretendía ser una extensión a nivel nacional de la Asociación Cultural de Estudiantes de la Universidad de Filipinas, realizaba reuniones donde se estudiaba el marxismo-leninismo y desplegó activistas en la zonas urbanas, instándolos a preparase para la guerra popular. La línea entre activistas y comunistas se hizo cada vez más difusa, ya que muchos miembros del KM se unieron al Partido Comunista, legalmente proscrito. Activistas protestaron ante el Congreso durante la toma de posesión de Marcos para su segundo mandato, arrojando cócteles molotov, y un grupo asaltó la embajada estadounidense y destruyó su vestíbulo, provocando protestas del gobierno estadounidense.
Durante la segunda presidencia de Marcos, los rumores de golpe de Estado también se gestaron. Un informe de la Comisión de Relaciones Exteriores del Senado de Estados Unidos dijo que poco después de la elección presidencial de Filipinas de 1969, un grupo compuesto en su mayoría por coroneles retirados y generales organizó una junta revolucionaria con el objetivo de desacreditar al presidente Marcos y luego matarlo. El grupo estaba encabezado por Eleuterio Adevoso, un funcionario del opositor Partido Liberal. Como se describe en un documento dado al comité por un funcionario del Gobierno de Filipinas, figuras clave en la trama eran el vicepresidente Fernando López y Sergio Osmena Jr., a quien Marcos derrotó en las elecciones de 1969. Marcos se dirigió incluso a la embajada de los Estados Unidos para asegurarse de que el gobierno estadounidense no estaba planeando apoyar un golpe en su contra. Si bien con posterioridad The New York Times afirmaría que Marcos utilizó el supuesto intento de golpe para justificar la posterior imposición de la Ley marcial, lo cierto es que ya en diciembre de 1969, ya habían llegado reportes de intenciones golpistas a la embajada estadounidense.
En su diario, en enero de 1970, Marcos escribió: "Tengo varias opciones. Una de ellas es abortar el plan subversivo mediante la detención súbita de todos los conspiradores. Pero eso no sería aceptado... por el pueblo. Tampoco podríamos detener a los huks [comunistas] sin apoyo ni cuadros legales. El MIM [Movimiento Internacional Maoísta] y otras organizaciones subversivas permanecen escondidas. Podría esperar a que todo se desarrolle todo y, naturalmente, después de que ocurra un terrorismo masivo, se sucedan matanzas sin sentido, se ejecute un intento de golpe de estado y alguien trate de matarme, podremos detener a todos los subversivos. O podría decretar la Ley marcial, suspender las garantías constitucionales y entonces disponer de todos los cuadros legales para detener la subversión. Me siento inclinado hacia esto último".

## Filipinas bajo la Ley Marcial

### Instauración de la dictadura

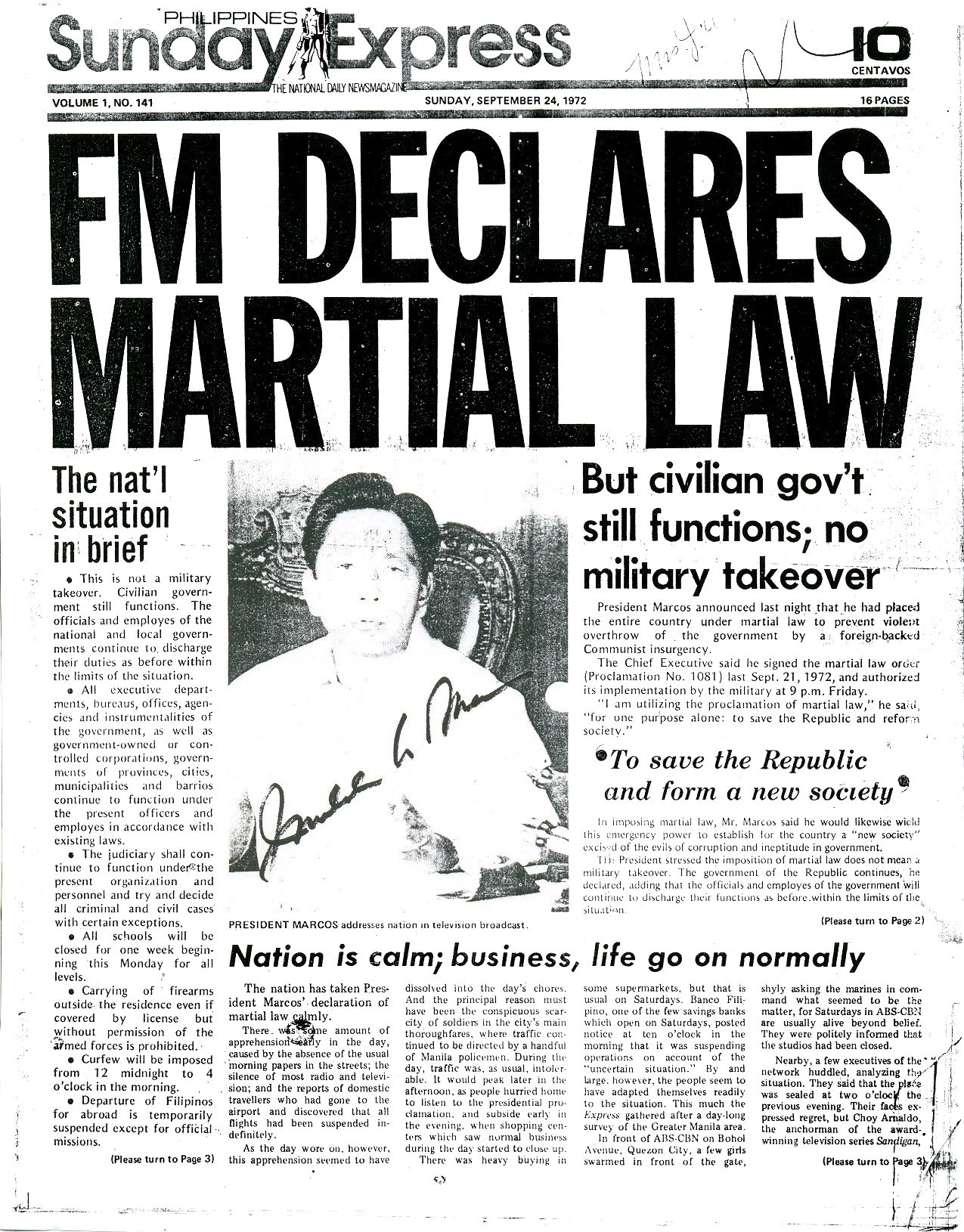
Anuncio de la declaración de la Ley Marcial en Filipinas, 23 de septiembre de 1972.

A principios de la década de 1970, la insurgencia comunista en Filipinas había llegado a un punto crítico. Los insurgentes habían recibido fusiles, ametralladoras, lanzagranadas, un bazooka y miles de cartuchos de municiones por parte de la China maoísta. A principios de 1972, Mao Zedong envió a los insurgentes filipinos 1200 M-14 y fusiles AK-47 para financiar su "guerra popular", que tenía como objetivo derrocar al gobierno de Marcos. Ante esta situación, el 21 de septiembre de 1972, Marcos firmó la Proclamación No. 1081, mediante la cual decretaba la ley marcial en todo el territorio nacional. Al amparo de esta ley, los derechos constitucionales se suspendían y las Fuerzas Armadas y la policía adquirían enormes facultades de represión, además de que el mandato presidencial de Marcos permanecía extendido o teóricamente suspendido hasta que se levantara la Ley, lo que le permitió mantener la presidencia fuera del límite de dos mandatos.
Al momento de declararse la Ley, el 23 de septiembre, Marcos justificó su accionar argumentando la amenaza de la doble insurgencia (comunista e islamista) contra el gobierno del país. Con posterioridad, acusó a los partidos opositores de frenar su gobierno y ser los principales responsables de la violencia que lo llevaron a declarar dicha ley. Al igual que sucedía con las Fuerzas Armadas y la policía, la imposición de la Ley marcial (que en la práctica fue un Autogolpe de Estado), entregaba a Marcos amplios poderes ejecutivos. Gobernando por decreto, Marcos decretó la disolución del Congreso y aplastó la libertad de prensa y otras libertades civiles. Cerró los establecimientos de los medios de comunicación, y ordenó rápidamente la detención de los líderes de la oposición y militantes importantes, incluyendo los senadores Ninoy Aquino, Jovito Salonga y Jose Diokno, a quienes no hubiera podido detener sin la ley de emergencia debido a que gozaban de inmunidad parlamentaria. A diferencia de sus compañeros, que fueron detenidos sin cargos, Ninoy Aquino fue acusado de asesinato, posesión de armas de fuego sin licencia y subversión. A finales de ese año, Marcos declaró que la Ley Marcial era el período previo a la "Nueva Sociedad" (en filipino: Bagong Lipunan), una nueva era basada en nuevos valores morales y políticos. El autogolpe filipino inspiró uno similar en la Corea del Sur de Park Chung-hee, quien declaró la Ley marcial tan solo un mes después que Marcos.
Ya en 1970, el gobierno constitucional de Marcos había solicitado la formación de una convención constituyente para reemplazar la constitución de 1935 (que había sido redactada cuando Filipinas era un estado libre asociado a Estados Unidos), con el fin de que el estado filipino tuviera su primera constitución posterior a la independencia. Con la declaración de la Ley Marcial, Marcos detuvo a 11 miembros de la convención, que finalizó a finales del año la nueva carta magna, la cual cambiaba el sistema de gobierno de uno presidencial a uno parlamentario, en el cual el presidente no era electo por voto popular. La constitución entró en vigor el 17 de enero de 1973, tras ser aprobada en un controvertido plebiscito con el 95% de los votos. En julio, Marcos sometió la Ley marcial a referéndum, y esta fue aprobada con el 90.77% de los votos, aunque la oposición denunció fraude. Los dos plebiscitos, plagados de controversia, sirvieron para legitimar la dictadura de Marcos.

### La Nueva Sociedad
La visión de Marcos del Bagong Lipunan era similar al Sistema del Nuevo Orden de Suharto en Indonesia, e irónicamente, a pesar de su ser un acérrimo anticomunista, obtenía ideas del Gran Salto Adelante de la China de Mao Zedong y la ideología Juche del norcoreano Kim Il-sung. La ideología nacionalista instaba a los pobres y a las clases sociales altas a trabajar juntos por intereses comunes y lograr la liberación del pueblo filipino mediante la autorrealización. Gerardo Sicat, profesor de economía de la Universidad de Filipinas, retrató algunos de los beneficios de la Ley Marcial de la siguiente manera: "Las reformas económicas de repente se hicieron posibles bajo la ley marcial. Los poderosos oponentes de la reforma fueron silenciados y la oposición organizada también fue aplastada. En el pasado, se tenía que recurrir a enormes discusiones para llevar a cabo una reforma leve, que incluso podría pasar por el Congreso. Ahora era posible llevar a cabo los cambios a través de un decreto presidencial. Marcos quería realizar grandes cambios en una política económica que el gobierno había intentado proponer anteriormente. Es enorme el cambio en el estado de ánimo de la nación desde la imposición de la ley marcial. Los testimonios de los funcionarios de las cámaras privadas de comercio y de empresarios privados dieron enorme apoyo a lo que estaba ocurriendo. Por lo menos, ahora se están alcanzando los objetivos del desarrollo". El régimen de Marcos instituyó una organización juvenil obligatoria, conocido como la Kabataang Barangay, que fue dirigida por la hija mayor de Marcos, Imee. El Decreto Presidencial 684, promulgado en abril de 1975, requería que todos los jóvenes de entre 15 a 18 fueran enviados a campos rurales remotos a hacer trabajo voluntario.
El período de la Ley Marcial fue el de mayor represión de la dictadura, que se agravó con la derrota estadounidense en Vietnam, la desaparición de Vietnam del Sur y la instauración de gobiernos comunistas en Laos y Camboya, lo que llevó a Marcos a aumentar el gasto militar. Para 1977, el ejército se había cuadruplicado (de 65.000 en 1972 a 270.000) y más de 60.000 filipinos habían sido detenidos por motivos políticos. Muchas violaciones de los derechos humanos fueron atribuidas a la Policía de Filipinas que luego fue encabezada por el futuro presidente Fidel V. Ramos. La Fuerza de Defensa Civil, un precursor de las Fuerzas Armadas Civiles Unidad Geográficas (UGFAC), fue organizada por el presidente Marcos para ir a la batalla con los comunistas y enfrentar el problema de la insurgencia islámica, realizándose masivos asesinatos de musulmanes y supuestos comunistas. Sin embargo, bajo la ley marcial el gobierno de Marcos fue capaz de reducir la delincuencia urbana violenta, recoger las armas de fuego no registradas, y suprimir la insurgencia comunista en algunas áreas. Sin tener en cuenta estos logros, la corrupción, muy presente en el gobierno constitucional de Marcos, aumentó significativamente con la imposición de la ley marcial. Marcos nacionalizó varias empresas del país para luego entregárselas a sus allegados. La vieja élite social y económica, de los cuales casi todos se basaron en el comercio y las exportaciones agrícolas e industriales a los Estados Unidos para mantener sus riquezas, tales como las familias de Enrile, López, Cojuangco, y Aquino, buscaban una economía de libre mercado. En este punto, Marcos obtuvo el monopolio sobre la vasta oligarquía del país.

### Creación del Batasang Pambansa
En 1978, Marcos estableció su partido político, Kilusang Bagong Lipunan (KBL), por su traducción, Movimiento de la Nueva Sociedad, y convocó a elecciones legislativas para un nuevo parlamento, el unicameral Batasang Pambansa, que ejercería de legislatura electa provisional hasta el levantamiento del estado de sitio. El senador Ninoy Aquino, desde la cárcel, estableció el partido Lakas ng Bayan (Poder Popular) o LABAN (Lucha) por sus siglas. Se considera ampliamente que, de haber sido la elección legislativa de 1978 un proceso electoral libre y justo, Aquino hubiera ganado fácilmente, después de haber realizado una atrevida campaña televisiva apenas tolerada por la dictadura. Sin embargo, en los comicios, celebrados entre el 7 y 27 de abril, el régimen obtuvo el 74.97% de los votos y 150 escaños en el Batasang Pambansa, apoderándose completamente del legislativo. El 12 de junio, el parlamento dominado por el oficialismo nombró a Marcos Primer ministro, ostentando entonces la jefatura de estado y gobierno formal del país. En 1980, ante la necesidad de una operación cardíaca, Ninoy Aquino solicitó que se le permitiera marcharse a los Estados Unidos a recibir su tratamiento. El régimen lo dejó retirarse con la condición de que no criticara al gobierno filipino fuera del país. Aquino se marchó del país con su familia en marzo, iniciando un autoexilio de tres años. Una vez recuperado, Aquino rompió su promesa de no realizar activismo formal contra la dictadura, afirmando que "un pacto con el diablo no es un pacto en absoluto".

### Elecciones presidenciales de 1981

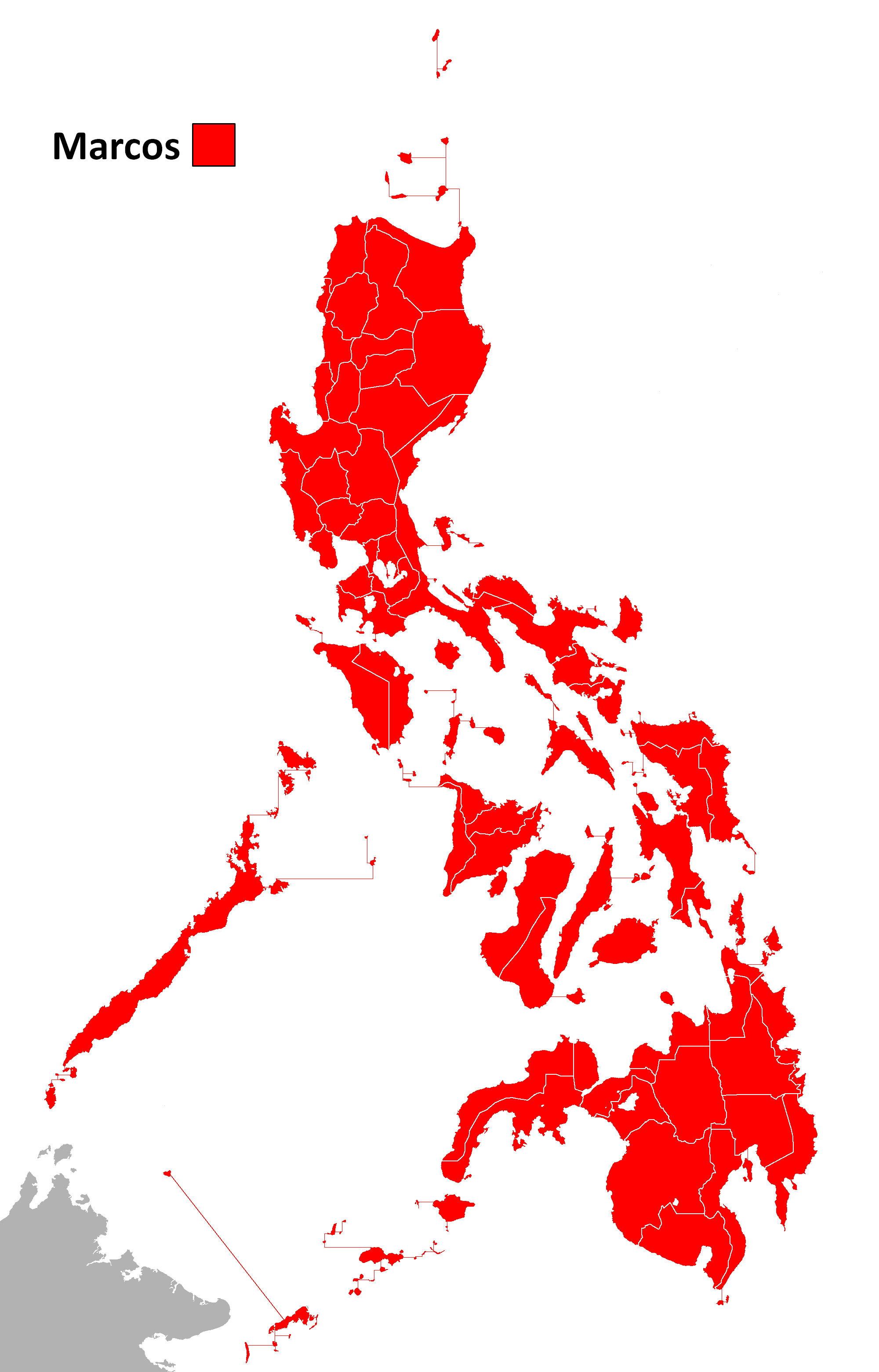
Resultados de las elecciones presidenciales de Filipinas de 1981, Marcos ganó en todas las provincias, ciudades y municipios del país.

El 17 de enero de 1981, más de ocho años después de su instauración, Marcos anunció el levantamiento de la Ley marcial mediante la Proclamación N.º 2045, inaugurando lo que el llamaba la "Nueva República". Sin embargo, a pesar de la restauración de las garantías constitucionales, Marcos para entonces ya ocupaba todos los poderes del estado en su persona, incluyendo la posibilidad de emitir decretos legislativos. Se especula que los motivos para el levantamiento de la Ley Marcial fueron la visita del Papa Juan Pablo II a Filipinas y la elección de Ronald Reagan como Presidente de los Estados Unidos, país con el que Marcos deseaba mantener buenas relaciones. Mediante un cuestionado plebiscito, Marcos restauró la presidencia electa en Filipinas, adoptando un modelo semipresidencial similar al de Francia, y convocando a elecciones para junio.
En abril, la oposición decidió boicotear las elecciones. La Organización Democrática Nacionalista Unida (UNIDO), principal grupo de oposición al régimen, exigieron al gobierno la revisión de la lista de votantes, la renovación de la Comisión de Elecciones, una campaña electoral libre en todo el país, y que se acreditara a UNIDO como partido minoritario. Marcos no aceptó las demandas llevando a la oposición a realizar el boicot. Esto representó un verdadero problema para el régimen ya que no se podía legitimar la presidencia de Marcos adecuadamente sin un candidato viable en la oposición. Otra exigencia de la oposición, que era que se le permitiera a Benigno Aquino presentar su candidatura, fue también rechazada, puesto que constitucionalmente el presidente debía tener más de cincuenta años, y Aquino tenía cuarenta y ocho.
Marcos instó al líder del Partido Nacionalista, José Roy, a que presentara a un candidato opositor. El Partido Nacionalista era en ese entonces una entidad política moribunda debido a que Marcos, que fue elegido dos veces antes bajo su bandera, había atraído de forma alternativa y bajo coacción la gran mayoría de sus miembros a su nuevo Kilusang Bagong Lipunan. El partido eligió al exsecretario de Defensa y gobernador de Bulacan, Alejo Santos, que tuvo al Ministro de Información de Marcos, Francisco Tatad, como jefe de campaña. El otro candidato principal era Bartolomé Cabangbang del Partido Federalista, cuya campaña era convertir a Filipinas en el 51.er estado de los Estados Unidos.
Luego de que la UNIDO llamara a sus partidarios a boicotear las elecciones, el gobierno emitió un comunicado afirmando que la abstención electoral era un pecado mortal. Cardenal Jaime Sin, Arzobispo de Manila y partidario de la oposición, criticó tal comunicado y afirmó que los votantes eran libres moralmente de decidir si querían o no votar. A pesar de la esperable victoria de Marcos, con un 88% de los votos se puede destacar que incluso con el recuerdo de la colonización americana, el desprecio generalizado al régimen de Marcos llevó a que el federalista Cabangbang obtuviera casi el 4% de los votos. Marcos fue juramentado para su cuarto mandato el 30 de junio de 1981, en la Tribuna Quirino, estando presente el entonces Vicepresidente de los Estados Unidos, George H. W. Bush. Durante la juramentación, Bush pronunció una frase de elogio a Marcos que se haría famosa posteriormente: "Nos encanta su adhesión a los principios democráticos y al proceso democrático"

## Decadencia del régimen

### Asesinato de Ninoy Aquino y destape de la corrupción

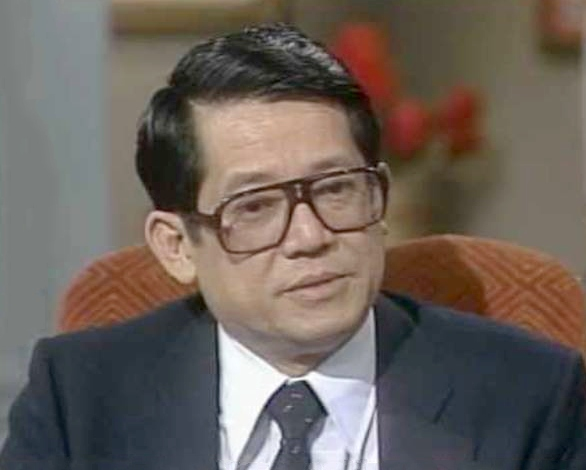
El asesinato del líder opositor Ninoy Aquino asestaría el primer golpe al régimen de Marcos.

A partir de 1982, la dictadura de Marcos comenzó a sufrir un declive en popularidad y la corrupción endémica que el país sufría dificultaba el desarrollo económico, empobreciendo a gran parte de la población. La insurgencia comunista, lejos de verse aplastada, veía aumentado su número de adeptos ante el deseo de la gente de poner fin al régimen del KBL. Los Estados Unidos dejaron de apoyar completamente al régimen, en parte debido a que resultaba contraproducente por la creciente popularidad del comunismo como alternativa a Marcos, y en parte porque resultaba innecesario para las administraciones de Jimmy Carter y Ronald Reagan (que se centraron en tener una política exterior más cuidadosa y fomentadora de los derechos humanos) preservar una dictadura autocrática en la región con las reformas económicas de los países comunistas del Sudeste Asiático, (Vietnam, Laos, China) que convertían a los antiguos estados socialistas en economías de mercado. Además, estaba muy generalizada la teoría de que Marcos estaba enfermo de lupus, y se encontraba cada vez más débil.
Unos meses después de la expiración de una beca de investigación en la Universidad de Harvard, Ninoy Aquino decidió regresar a Filipinas en 1983. El 21 de agosto de dicho año, su avión aterrizó en el Aeropuerto Internacional de Manila, y tan solo unos minutos después de bajar del avión, fue repentinamente asesinado. Hasta hoy el asesinato de Aquino sigue siendo motivo de controversia, sobre todo porque aunque generalmente se cree que el régimen de Marcos instigó dicho asesinato, también se sospecha del amigo personal de Marcos, Danding Cojuangco, quien podría haber planeado el asesinato por sus propias aspiraciones políticas. También se sospecha de Imelda, la esposa de Marcos, debido a que en ese momento Marcos supuestamente estaba cada vez más enfermo y su mujer ejercía varias de las funciones gubernamentales mientras se recuperaba.
De cualquier forma, la muerte de Ninoy Aquino desató protestas en todo el país, y provocó un repunte de la popularidad de la oposición, liderada ahora por la viuda Corazón Aquino. Además, el crimen revivió a la prensa oposicionista, y exaltó también a la prensa pro-Marcos. Comenzaron a circular noticias no solo sobre la mala gestión del gobierno de Marcos y el hambre y atraso sufridos por el pueblo filipino, sino también sobre la riqueza acumulada por el mandatario y su familia.
La oposición aumentó luego de que se publicara un artículo en The Asian Wall Street Journal sobre las supuestas propiedades y negocios turbios que Marcos poseía en Nueva York. A finales de enero de 1985, Lewis M. Simons, corresponsal en Tokio para el San Jose Mercury News inició una investigación sobre los rumores. Simons envió a su editor, Jonathan Krim, un memorándum con información de incesantes especulaciones de "fuga de capitales" en Filipinas en las cuales participaban no solo Marcos, sino su esposa, Imelda y varios de sus colaboradores, funcionarios de su gobierno, y amigos. Simons proporcionó a Krim una lista de nombres, diciéndole que mirara en las inversiones de Filipinas en la Bahía de San Francisco. Krim entregó varias grabaciones y cartas de exiliados filipinos al periodista Pete Carey. Carey participó en la investigación obteniendo datos de parte de personas reacias a entregar información. El escándalo de corrupción, que delató como la élite filipina invertía millones ilegalmente en Estados Unidos, estalló en 25 de junio de 1985. Automáticamente, la débil oposición parlamentaria intentó exigir un impeachment contra Marcos, el cual se vio obligado a organizar una "investigación imparcial", que de todas formas duró muy poco.
Pese a que el descubrimiento de la riqueza oculta de Marcos destruyó su imagen pública en Occidente y el resto del mundo, en Filipinas lo que más dañó su reputación fue el descubrimiento, por archivos de los Estados Unidos, de que no era héroe de la Segunda Guerra Mundial, como el régimen aseguraba, sino que era realmente un desertor. Ante esta acusación, Marcos declaró: "Nuestros adversarios dicen que Marcos no es un guerrillero genuino, que en realidad no lucha. No sé de dónde sacaron esa necedad. Los que están aquí en Tondo luchado a mi favor y que eran parte de mi organización guerrillera, serán los que puedan responder a estas personas, estos individuos locos, especialmente la prensa extranjera que sigue haciendo todas estas preguntas. Pero no es la prensa extranjera. Proviene de los grupos de oposición. Mira estas personas, estas personas que colaboraban con el enemigo cuando estábamos luchando contra el enemigo. Ahora tienen el valor para cuestionar mi historial de guerra." Al decir esto, Marcos se refería al suegro de la que posteriormente sería candidata presidencial Corazón Aquino, Benigno Aquino I, y al padre de su candidato vicepresidencial, Salvador Laurel, José P. Laurel, que eran líderes del KALIBAPI, un partido títere que había gobernado Filipinas durante la ocupación japonesa del país, y que habían sido detenidos y juzgados por traición después de la guerra.  A pesar de las críticas sobre las reclamaciones de Marcos, de acuerdo con la biografía del presidente Fidel Ramos, que dio la espalda a Ferdinand Marcos durante la Revolución del Poder Popular, su padre Narciso Ramos sirvió como uno de los líderes del grupo guerrillero Maharlika fundado por Marcos.

### Elecciones presidenciales de 1986
El 4 de noviembre de 1985, Sam Donaldson y George Will entrevistaban a Marcos para el programa de asuntos políticos This Week with David Brinkley. Marcos era interrogado sobre sus políticas cuando de pronto, sin previo aviso, anunció un adelanto de las elecciones presidenciales para febrero de 1986, cuando en realidad debían realizarse en 1987, junto con las elecciones vicepresidenciales. Sin embargo, agregó que el parlamento primero tenía que aprobar tal idea, lo cual fue hecho finalmente el 3 de diciembre.
Diez peticiones fueron presentadas ante la Corte Suprema poniendo en duda la legitimidad de la elección, bajo el argumento de que, constitucionalmente, una elección anticipada solo podía llevarse a cabo en caso de la invalidez, destitución o muerte del presidente incumbente. El hecho de que Marcos presentara su renuncia después del 11 de noviembre no creaba una vacancia real del cargo, y el que el parlamento rechazara dicha renuncia significaría que Marcos continuaría siendo presidente durante toda la elección, lo cual parecía estar en conflicto con la constitución filipina. Marcos alegó que el adelanto de las elecciones era un modo de mejorar las relaciones con Estados Unidos, recuperar la imagen de Filipinas en el extranjero, y enclarecer los hechos que rodearon la muerte de Benigno Aquino, Jr.
Tomados por sorpresa por el adelantamiento de las elecciones, los líderes de la oposición debieron buscar una unificación rápida para presentar un único candidato que tuviera posibilidades de ganar. Los dos candidatos potenciales en ese momento eran la viuda de Benigno Aquino, Jr., Corazón Cojuangco (conocida como "Cory Aquino"), y Salvador Laurel. Aquino se mostró inicialmente reacia a presentarse porque no se consideraba capacitada para dirigir el país y porque sentía pánico a la pérdida de la privacidad por entrar en la política, pero acordó con la oposición que, si juntaban un millón de firmas pidiendo su candidatura, se presentaría. Laurel, por el contrario, se consideraba más que capacitado para la presidencia. Tras un acuerdo político con Aquino, se resolvió que esta presentaría su candidatura presidencial, mientras que Laurel se presentaría para vicepresidente y designaría a una gran cantidad de los ministros del gabinete una vez que ganaran.
La campaña comenzó oficialmente el 19 de diciembre de 1985, destinada a finalizar el 5 de febrero de 1986. Durante el período de campaña, Cory Aquino se comprometió a realizar un gobierno democrático que sería exactamente lo contrario al régimen de Marcos. Su lema de campaña fue: "Tama na! Sobra na! Palitan na!" (en español: "Basta ya, es suficiente, es hora de un cambio", y la bandera de su partido era de color amarillo, lo que propició que sus seguidores utilizaran prendas de esos colores en señal de apoyo. La campaña de Aquino-Laurel se centró en el principio de la moralidad en el liderazgo.
La campaña de Corazón Aquino y Salvador Laurel obtuvo la ayuda de muchos miembros de la iglesia. Uno de ellos sería el arzobispo de Manila, el Cardenal Jaime Sin que emitió una carta pastoral sobre las elecciones anticipadas instando a la gente a no caer en la compra de votos durante las elecciones el 19 de diciembre. El 28 de diciembre, Sin hizo un tratado, "Directrices Cristianas sobre las elecciones", que decía, entre otras cosas: "No vendan su voto. La aceptación de dinero para votar por un candidato (una práctica que no alentamos) no les obliga a votar por ese candidato. Nadie está obligado a cumplir un contrato con el mal". El 5 de febrero, el último día del período de campaña, Sin declaró abiertamente su apoyo a Cory Aquino. En contraste, la campaña de Marcos se destacó por un mensaje claramente machista, ridiculizando a Aquino por ser mujer y, según Marcos, por "no saber nada". Marcos utilizó términos despectivos, siendo un ejemplo: "el único lugar donde se puede ver a una mujer dando discursos de campaña es en el dormitorio". Entre otras cosas, la campaña de Marcos-Tolentino se centró en la lucha contra la insurgencia comunista. A medida que la campaña electoral continuó, Marcos daba discursos en las principales ciudades al tiempo que Aquino fue capaz de hacer una campaña intensiva y extensiva, incluso yendo a lugares remotos del norte de Filipinas y el sur. La campaña de Aquino concluyó con un multitudinario mitin al que asistieron unas 800.000 personas con prendas del color del partido, generando un "mar de color amarillo".
La elección se llevó a cabo el 7 de febrero y los resultados se dieron a conocer al día siguiente, revelándose una nueva victoria para Marcos con el 53% de los votos. Sin embargo, la comisión independiente de la oposición daba a Aquino una victoria aplastante con un porcentaje similar. Automáticamente, estallaron las protestas lideradas por la oposición acusando a Marcos de fraude electoral masivo.

### Revolución EDSA
El 19 de febrero, el Congreso de los Estados Unidos votó por unanimidad desconocer los resultados de la elección y tratarlos como fraude electoral. Diplomáticos de Austria, Suiza, Irlanda, Noruega, Finlandia, Suecia, Japón, el Reino Unido, Italia, Dinamarca y las dos Alemanias instaron a Marcos a renunciar, suspendiendo cualquier relación económica con Filipinas "mientras Marcos permaneciera en la presidencia", y reconociendo a Corazón Aquino como única presidenta legítima del país. A medida que esto ocurría, en el país varios ministros de Marcos (como el ministro de Defensa Juan Ponce Enrile), dimitieron de sus cargos, y unos días más tarde los militares le retiraron su apoyo.
Mientras, en Filipinas, las manifestaciones contra el régimen continuaron. La mayoría de las protestas se realizaron en un largo tramo de la Avenida Epifanio de los Santos, ubicada en la zona metropolitana de Manila, dicha avenida es conocida popularmente por el acrónimo de EDSA, desde el 22 de febrero y en las mismas participaron más de dos millones de civiles filipinos y varios grupos políticos, militares y religiosos liderados por el cardenal Jaime Sin, arzobispo de Manila. Las protestas culminaron el 25 de febrero con la partida del dictador y su familia del Palacio de Malacañán hacia Hawái, luego de que los Militares le comunicaran a Aquino que contaba con su apoyo en caso de que Marcos no renunciara voluntariamente. Corazón Aquino fue proclamada como la legítima presidente de Filipinas luego de la revolución.